# Sabaton
Sabaton és un grup de Power Metal de Suècia format el 1999. El grup ha destacat per la seva estètica militarizada i les seves lletres de contingut bèl·lic. Els seus temes es caracteritzen pels ritmes potents i gran presència de teclats. En els dos primers àlbums també van destacar els temes "Metal Machine" i "Metal Crüe", per tenir una lletra formada a base de títols de noms de grups i temes clàssics del metal.

## Història
La banda va començar el seu camí el 1999 gravant les seves primeres cançons en el llegendari estudi Abyss i aconseguint fitxar per un segell italià (Underground Symphony) que llança el disc promocional "Fist For Fight" (un recull de les seves primeres demos) internacionalment, amb la intenció de promocionar noves entregues.
Un any després d'aquestes primeres gravacions, Sabaton torna a Abyss, treballant novament amb Peter Tägtgren a l'àlbum debut de la banda: "metall".
Durant aquest temps Sabaton van anar de gira per tota Suècia i, després de dos anys esperant en va que el seu segell tragués l'àlbum, decideixen trencar el contracte per autoproduir el seu següent treball, de manera que torna a Abyss per tercera vegada a gravar l'àlbum "Primo Victoria", que resulta ser fins i tot més potent del que s'esperava i ràpidament la banda es troba embolicada en negociacions amb diversos segells internacionals.
Amb el disc finalment a les mans, Sabaton pot triar els termes del contracte i, després de mesos de negociacions, el grup decideix unir-se a les files de Black Lodge, la divisió de metall de Sound Pollution.
El seu quart àlbum té el nom de Attero Dominatus, continua el tema bèl·lic de Primo Victòria amb cançons com "Back in Control" (Guerra de les Malvines), "Attero Dominatus" (sobre la presa de Berlín per l'exèrcit soviètic) o "Angel's Calling" (guerra de trinxeres durant la Primera Guerra Mundial) i va ser llançat a Europa el 28 de juliol de 2006. Després d'aquest disc i la seva corresponent gira per Europa la banda tornarà a l'estudi per regravar part de "metal", que per fi veurà la llum el 2007 després que Black Lodge comprés els drets d'aquest treball i de "Fist For Fight" a Underground Symphony. De fet la primera edició de l'àlbum portaria com a regal un bonus CD amb les demos de "Fist For Fight" i alguns temes amb la barreja original del "metal". El 2008 veurà la llum "The Art Of War", del qual hi haurà una edició especial en caixa de DVD, amb una portada alternativa i acompanyat del mateix llibre de Sun Tzu que dona títol al disc. El tema "40:1" sobre la batalla de Wizna arribarà a un gran èxit a Polònia, la qual cosa va provocar que el 2008 toquessin a les festes del dia de la independència polonesa, i que el lluitador polonès Damian Grabowski la utilitzés com intro per als seus combats.
El seu sisè àlbum d'estudi Coat Of Arms ha sortit el 2010 fet amb el segell Nuclear Blast.
El març de 2012, el grup anuncia que quatre dels seus membres han decidit abandonar per començar nous camins. Quedant només Joakim Brodén i Pär Sundström. Més tard l'abril del mateix any, la nova formació va ser revelada. S'uneixen a la banda Chris Rörland (Guitarra líder), Thobbe Englund (Guitarra) i Robban Back (Bateria). Encara no hi ha un nou teclista.
Al maig de 2012, va ser llançat el setè disc de la seva carrera "Carolus Rex", produït per Peter Tägtgren (Hypocrisy, PAIN).
Els antics integrants de Sabaton van formar una banda anomenada "Civil War", incloent el vocalista Patrik Johansson i el baixista Stefan Eriksson.

## Membres
- Joakim Brodén - Veu
- Chris Rörland - Guitarra
- Tommy Johansson - Guitarra
- Pär Sundström - Baix
- Hannes Van Dahl - Bateria

## Antics membres
- Rickard Sundén - Guitarra
- Oskar Montelius - Guitarra
- Daniel Mÿhr - Teclat
- Daniel Mullback - Bateria
- Robban Bäck - Bateria
- Thobbe Englund - Guitarra

## Discografia
- 2001 – Fist for Fight
- 2005 – Primo Victoria
- 2006 – Attero Dominatus
- 2007 – Metalizer
- 2008 – The Art of War
- 2010 – Coat of Arms
- 2012 – Carolus Rex
- 2014 – Heroes
- 2016 – The Last Stand
- 2019 – The Great War
- 2022 – The War to End All Wars